# Prasinocyma crossota
Prasinocyma crossota är en fjärilsart som beskrevs av Edward Meyrick 1888. Prasinocyma crossota ingår i släktet Prasinocyma och familjen mätare. Inga underarter finns listade i Catalogue of Life.